# 花儿朵朵 (青海卫视)
花儿朵朵是青海卫视推出的一档全民选秀活动，旨在挖掘优秀新人的选秀比赛。自2010年举办以来，连续三年时间，该选秀都第一个获得相关批文。

## 名称
“花儿”是流行于青海、甘肃、宁夏等地区的一种山歌形式，也寓意着民俗风、原生态等更多的音乐元素将出现在选秀中。

## 每季固定赛程
花儿朵朵参赛的唯一标准是：参赛年龄必须是年满18周岁的女性。
其固定赛程为：
- 分赛区海选：每个赛区各选20强
- 120名选手在长沙比赛：选出全国20强
- 全国总决赛，选出冠军并与音乐公司签约。

## 第一季（2010赛季）

### 概述
第一季赛程从2010年3月启动，至9月4日结束。第一季冠名商为九阳豆浆机。第一季主题为：花儿朵朵TING，越唱越开心。
据湖南卫视舞美师博客披露称，湖南卫视在2010年同时启动的还有“快乐男声”。“快男”在湖南卫视平台播出，而2010年的“快女”则更名“花儿朵朵”在青海卫视播出。青海卫视证实了这一消息。

### 海选
花儿朵朵设有长沙、杭州、西宁、成都、广州、沈阳六大地面唱区以及网络赛区。

#### 各唱区20强名单
- 长沙唱区20强：黄莉斯、何珊、蒋洁琼、杜娟、张淼、袁源、赵葭柠、李妍、谢文婷、唐婧、胡慧施、杨乐、倪丹洁、吴双、马微、张佩、李欣、陈琛、喻子航、大眼睛组合（唐莹/胡菲)
- 杭州唱区20强：姜爽樱子、马倩云、张艺潇、唐霈旎、宋敏、魔力组合、柳枝、蔡婷玉、王允熙、文钤、贾璐、颜梦夏、郑洁、李映霖、王异希、朱喜英、李佳妮、陈艺露、周林灯、杨慧娇
- 沈阳唱区20强：田丹、戴琳松、关宇华、王飞雪、王璐璐、莫龙丹、卢昱弟、关名扬、王子、李程程、陈盈盈、李舜育、戴潆萱、张译丹、王丹妮、折莉娜、丁龙音、陈姿彤、毛逸少、李炳然
- 成都唱区20强：樊明玉、代悦、王榕、张司雨、王聃葳、易昕、张晓芝、张淑宇、谢剑青、周诗、滕偲玙、彭雪、王思思、陈思源、李杨璐、杜桃、曾思璇、孙雪、黄艺婕、向日葵组合
- 广州唱区20强：刘雅妮、罗杰儿、杨晓珊、曾素嫚、杨露、魏媛、陈艺之、朱莹、李佳、李娜莎、李丹、段青青、李慧、李嘉晋、菜花甜妈、郭莹、孙鸣蔚、尹姝贻、过阳阳、颜婷易兰
- 西宁唱区20强：谷微 苏晴、周毛嘉、藏A组合、谢莹、何丽娜、郭璟、杨秀措、张焱、女朋友组合、Eleven组合（刘珈利/刘珈言）、王文绮、汪杨波、乌米丹、颜莉、卓玛措、侯静、王佩盈、李力毛措、豆改拉毛、张静
- 手机唱区6强：酥油花组合、徐苑、肖咏佳、钱迪、李卉子、刘文娜
- 金鹰网直通区6强：李佩泽、牟茜、高翊馨、孙靖儿、马瑜蔓、李怡璇

### 全国20强名单
- 成都唱区：王思思，李杨璐，彭雪，滕偲玙，代悦
- 长沙唱区：谢文婷，唐婧
- 广州唱区：李慧，罗杰儿
- 杭州唱区：李映霖，蔡婷玉，宋敏
- 沈阳唱区：莫龙丹，毛逸少，卢昱弟
- 西宁唱区：杨秀措，卓玛措
- 网络唱区：末小皮，马沂茹，大女郎组合

### 决赛
决赛于2010年7月31日开始，至9月4日结束。（因当年2010快男的举办，为避开收视，故安排周六晚上比赛）

### 播出平台
青海卫视、湖南经视、湖南国际频道从2010年7月31日至9月4日开始每周六晚22:30全球同步直播

#### 全国总决赛淘汰情况
| 总决赛   | 总决赛        | 总决赛      | 总决赛       | 总决赛       | 总决赛       | 总决赛      |
| 选手编号 | 10进8 7月31日 | 8进6 8月7日 | 6进5 8月14日 | 5进4 8月21日 | 4进3 8月28日 | 3进1 9月4日 |
| -------- | ------------- | ----------- | ------------ | ------------ | ------------ | ----------- |
| 1        | 莫龙丹        | 莫龙丹      | 代悦         | 莫龙丹       | 蔡婷玉       | 莫龙丹      |
| 2        | 马沂茹        | 马沂茹      | 蔡婷玉       | 李慧         | 李慧         | 蔡婷玉      |
| 3        | 滕偲玙        | 李慧        | 莫龙丹       | 蔡婷玉       | 莫龙丹       | 李慧        |
| 4        | 蔡婷玉        | 蔡婷玉      | 杨秀措       | 杨秀措       | 杨秀措       |             |
| 5        | 杨秀措        | 代悦        | 李慧         | 代悦         |              |             |
| 6        | 李慧          | 杨秀措      | 马沂茹       |              |              |             |
| 7        | 代悦          | 李杨璐      |              |              |              |             |
| 8        | 李杨璐        | 滕偲玙      |              |              |              |             |
| 9        | 谢文婷        |             |              |              |              |             |
| 10       | 卢昱弟        |             |              |              |              |             |

  冠军
  本场冠军
  淘汰

#### 全国总决赛排名
- 冠军：02号:莫龙丹-沈阳唱区
- 亚军：04号:蔡婷玉-杭州唱区
- 季军：05号:李慧-广州唱区
- 第四名：09号:杨秀措-西宁唱区
- 第五名：07号:代悦-成都唱区(人气王)
- 第六名：06号:马沂茹-网络唱区
- 第七名：03号:李杨璐-成都唱区
- 第八名：10号:滕偲玙-成都唱区
- 第九名：08号:谢文婷-长沙唱区
- 第十名：01号:卢昱弟-沈阳唱区

## 第二季（2011赛季）

### 概述
第二季赛季于2011年5月26日启动，至11月25日结束。第二季冠名商为美即面膜。第二季主题为：花儿朵朵TING，我们在聆听。

### 海选
本季主打“东西对抗”概念，除了由长沙、南京、广州、沈阳四大唱区组成的东部唱区，由成都、西安、昆明、南宁、西宁五大唱区组成的西部唱区、网络唱区外，还首次开辟了海外唱区，并将选秀开进北京、上海等一线城市，开辟了旨在听学生唱歌、听工人唱歌的高校、分众两大特色唱区。 

#### 各唱区10强名单
- 长沙唱区10强：尹林光子（冠军）、田婷、易蓓、陶银利、面具姐姐、阿星姐、康葩妮、QUEEN4、尹紫薇、钱玥。
- 南京唱区10强：朱蕙梅之（冠军）、刘玉、金丹阳、李娜、卓娜、兰贺、郭梦秋、罗丹、郑星、邬慈果。
- 广州唱区10强：闵百慧（冠军）、崔乔乔、赵蓉、仙蒂妈妈、熊莉莎、刘安琪、苏夏、李沫萱、邓英婷、黄琳。
- 沈阳唱区10强：苏天琦（冠军）、杨昆紫、刘宵冰、戴潆萱、王聪、郑秋萍、马冬薇、李程程、丁雪楠、白婧。
- 成都唱区10强：黄曦（冠军）、刘思涵、柳闻悦、胡庆怡、唐堉倩、李丽莎、拉姆曲西、刘艾迪、陈冰和黄晶。
- 昆明唱区10强：黄夕倍（冠军）、陈曦、咚咚箐、王玉科、平措卓玛、陈秋逸、花腰组合、和秋香、三江梅朵措、王艺瑾。
- 西安唱区10强:许璐（冠军）、熊雅华、王文绮、银燕、张娇皎、加木、方莹莹、言桑桑、马婷婷、颜雨蛟。
- 西宁唱区10强：才仁卓尕（冠军）、下吾才毛下吾力毛组合、白桂玲、张蓉、张小觉、道·巴音、谭静、刘珊珊、青措、李苗。
- 南宁唱区10强：瑶山歌组合（冠军）、冼璠、宁婧、张哲一、万玛措、汪小敏、朱艳雅、张露、张人元、陈玉竹。
- 海外唱区3强：唐敏仪（冠军）、Samantha、姜梦媛。
- 网络唱区4强：张雪娇、肖熙瑀、徐艺嘉、田雅茹
- 分众直通唱区蒙牛专场3强：乌日金、贺丽君、雅乔
- 分众直通唱区黄飞红专场3强：热娜次仁拉吉王旭
- 分从直通唱区贝婴美专场2强：黄姗、孙全慧
- 高校直通唱区武汉站3强：胡蕾、毕丝丝、吴颖
- 高校直通唱区广州站2强：吴小雯、朱莹
- 高校直通唱区北京站3强：戴滢、曾媲佳、吴明遥
- 高校直通唱区杭州站2强：梅雨萱、周晓晓
- 高校直通唱区大连站1强：王俪潼
- 高校直通唱区上海站2强：蒋钰潇、王蒙

### 决赛
决赛于2011年9月23日开始，至11月25日结束。 

### 播出平台
青海卫视从2011年9月23日至11月25日每周五晚22:30直播。湖南国际频道全球同步直播。

#### 全国总决赛排名
- 冠军：汪小敏
- 亚军：黄夕倍
- 季军：和秋香
- 第四名：刘思涵
- 第五名：刘艾迪
- 第六名：李丽莎
- 第七名：唐堉倩
- 第八名：张姣皎
- 第九名：李佑晨
- 第十名：周晓晓
- 第11名：王畅唱
- 第12名：仙蒂妈妈
- 第13名：刘安琪
- 第14名：尹紫微
- 第15名：曾媲佳

#### 总决赛收视率
| 日期       | 名称                       | 收视率（%） | 市场份额（%） |
| ---------- | -------------------------- | ----------- | ------------- |
| 2011-9-23  | 全国总决赛第一场           | 0.06        | 0.35          |
| 2011-9-30  | 全国总决赛第二场十强诞生夜 | 0.06        | 0.31          |
| 2011-10-7  | 全国总决赛第三场十进九     | 0.02        | 0.14          |
| 2011-10-14 | 全国总决赛第四场九进八     | 0.06        | 0.36          |
| 2011-10-21 | 全国总决赛第五场八进七     | 0.05        | 0.31          |
| 2011-10-28 | 全国总决赛第六场七进六     | 0.41        | 2.32          |
| 2011-11-4  | 全国总决赛第七场五强抢位赛 | 0.47        | 3.05          |
| 2011-11-11 | 全国总决赛第八场五进四     | 0.35        | 1.9           |
| 2011-11-18 | 全国总决赛第九场四进三     | 0.46        | 2.47          |
| 2011-11-25 | 夺冠之夜                   | 0.71        | 1.8           |

## 第三季（2012赛季）
本季于2012年3月26日启动。本季冠名商为汇源果汁果乐。本季主题为：花儿朵朵TING，聆听最强音，全民健声我最冲。 

### 海选
本次海选区域包括：长沙，成都，西安，济南，厦门，沈阳，南宁，贵阳，杭州。另设高校唱区，包括：石家庄，郑州，上海，北京，长春，合肥，武汉，重庆。

### 各赛区十强

#### 长沙唱区
- 冠军：肖小丹（全国第二名）
- 亚军：孟慧圆（全国第四名）
- 季军：邝诗荷（全国第十一名）
- 颜雨蛟、熊雅华、肖慧玉、高素素、成彧、李一、闵敏 (选手颜雨蛟退赛，由紫慧丽娜替补)

#### 成都唱区
- 冠军：汪洋（退赛，无替补）【该选手2012年参加《中国好声音》晋级全国32强】
- 亚军：王佩嫣（全国第八名）
- 季军：杨小艺（全国第六名）
- 王璐（全国总冠军）、徐海星（后退赛，2012年参加《中国好声音》晋级全国16强）、刘云玲（后退赛）、缪丹、德西拉姆、王亚茜、杨璐

#### 济南唱区
- 冠军：桂雨濛
- 亚军：彭莉（全国第三名）
- 季军：张亚琼
- 韩竺君、史曼菲、陈梦麟、杜娟、陈慧娟、伊琳、米艾

#### 西安唱区
- 冠军：陈泯西
- 亚军：孙丹
- 季军：许璐（全国第十一名）
- 杨茹、朱星霖、王怡雪、温馨、杨琳、常璐、彭光琴

#### 杭州唱区
- 冠军：赵晗君（全国第七名）
- 亚军：韦柳红
- 季军：金帅（全国第五名）
- 黄乖儿（全国第十二名）、陈赛君、黄梦篁、吴盈盈、徐菲（全国第十三名）、韩晓芳、李黎

#### 沈阳唱区
- 冠军：周志悦
- 亚军：李晓旭
- 季军：刘珠莉
- 邸婧、王迪、王巍、李晨、古丽加纳提、金天天、范寒昀(选手李晨，王迪退赛，由王仟宁梓，张天琪替补)

#### 贵阳唱区
- 冠军：葛飞扬（全国第九名）
- 亚军：铜魅组合
- 季军：赵雨洁
- 王睿、朱丹、胡蕾、邱晨、周煜翎、郭佩宁、沐奕杉(选手周煜翎退赛，由林丽替补)

#### 南宁唱区
- 冠军：冼璠
- 亚军：吴昱蓉（全国第十名）
- 季军：夏瑶
- 张露 邓植元 董怡菲 黄学敏 王曼珊 刘嘉宝 韦丹丹

#### 厦门唱区
- 冠军：何钰菲【该选手2013年参加《中国梦之声》晋级全国42强】
- 亚军：段思巧
- 季军：施蔚
- 陈奕彤、郑婧、白雨锘、沈丽容、肖凯、黄滢滢、吴思思

#### 联合军团
- 网络唱区：袁畅爽、陈艺露、唐娟、朱莎
- 高校唱区：戴郁卜、黄晶、刘洋、Pinkeys组合、徐逗逗、袁园

### 播出平台
青海卫视从2012年7月6日至9月16日每周五晚22:30直播，最后两个周五暂停比赛，直到9月16日晚上19:30直播冠军赛，金鹰纪实频道每周日晚上20:30重播（冠军赛次日重播）。湖南国际频道全球同步直播。

### 全国决赛
- 第一名：王璐
- 第二名：肖小丹
- 第三名：彭莉
- 第四名：孟慧圆
- 第五名：金帅
- 第六名：杨小艺
- 第七名：赵晗君
- 第八名：王佩嫣
- 第九名：葛飞扬
- 第十名：吴昱蓉
- 第11名：许璐
- 第12名：邝诗荷
- 第13名：黄乖儿